# Power Up (album)
Pour l’article homonyme, voir Power-up.
Albums de AC/DC
Rock or Bust
(2014)
Singles
1. Shot in the Dark
Sortie : 7 octobre 2020[3]
2. Realize
Sortie : 11 novembre 2020

Power Up en français : « mise sous tension » est le 17e album studio du groupe de hard rock australien AC/DC, paru le 13 novembre 2020. Il succède à l'album Rock or Bust sorti six ans plus tôt, en novembre 2014.

## Développement

### Contexte
Durant la tournée Rock or Bust entre 2015 et 2016, Brian Johnson, chanteur du groupe depuis 1980, est atteint de sévères problèmes d'audition à même de provoquer une surdité irréversible. Le 7 mars 2016, le groupe annonce via communiqué de presse que Johnson n'assurera pas les prochaines dates et sera remplacé par un chanteur invité. C'est le chanteur de Guns N' Roses, Axl Rose, qui prend le relai jusqu'à la fin de la tournée. Par la suite, le bassiste Cliff Williams annonce son départ du groupe.
Au cours d'un long séjour en Australie, Angus Young commence à se replonger dans des chansons inédites co-écrites par son frère Malcolm, la majorité d'entre elles issue de l'ère Black Ice. Puis survient le décès de George Young, suivi trois semaines plus tard par celui de Malcolm, qui mettent un coup d'arrêt aux travaux d'Angus. Le groupe se réunit à l'occasion des funérailles. Du fait des ennuis judiciaires de Phil Rudd, c'est la première fois depuis les sessions d'enregistrement de Rock or Bust qu'Angus revoit son camarade batteur. Les problèmes d'audition de Brian Johnson réglés (par un appareillage auditif de pointe), Cliff Williams réintègre le groupe qui finit à nouveau au complet.

### Production
En août 2018, AC/DC retrouvent leur producteur Brendan O'Brien aux Warehouse Studios de Vancouver. Les enregistrements ont lieu avec le groupe au complet, bien que Brian Johnson travaille également de son côté, assisté d'O'Brien, afin de perfectionner son écriture. La majeure partie de l'album est enregistrée cet été, mis à part quelques changements apportés par le groupe au cours des mois suivants.
Selon l'ingénieur du son Mike Fraser, le nouvel album inclut des idées de riffs de Malcolm Young, membre fondateur du groupe décédé en 2017. Pour Angus Young, il s'agit autant d'un album-hommage à son frère que Back in Black le fut pour Bon Scott. Il déclare notamment : « Même quand je suis assis à la maison, que je saisis ma guitare et que je me mets à jouer, la première chose qui me passe par la tête est "Je pense que Mal' va aimer ce riff que je joue" »,.

## Singles
Le premier single, Shot in the Dark, sort le 7 octobre 2020.
Le second single, Realize, sort le 11 novembre 2020.

## Liste des titres
La liste des titres de l'album est révélée le 7 octobre 2020.
| No  | Titre                     | Durée |
| --- | ------------------------- | ----- |
| 1.  | Realize                   | 3:37  |
| 2.  | Rejection                 | 4:06  |
| 3.  | Shot in the Dark          | 3:06  |
| 4.  | Through the Mists of Time | 3:32  |
| 5.  | Kick You When You’re Down | 3:10  |
| 6.  | Witch's Spell             | 3:42  |
| 7.  | Demon Fire                | 3:30  |
| 8.  | Wild Reputation           | 2:54  |
| 9.  | No Man's Land             | 3:39  |
| 10. | Systems Down              | 3:12  |
| 11. | Money Shot                | 3:05  |
| 12. | Code Red                  | 3:31  |

## Formation
- Brian Johnson : Chant
- Angus Young : Guitare solo
- Stevie Young : Guitare rythmique
- Cliff Williams : Basse
- Phil Rudd : Batterie

## Production
- Brendan O'Brien : producteur
- Mike Fraser : ingénieur du son, mixage

## Accueil  et classements
Power Up s’est hissé à la première place des charts dans 18 pays, en particulier aux États-Unis où il s’est vendu à plus de 117 000 exemplaires au cours de sa première semaine de commercialisation.

### Album
Classements
| Pays                                  | Durée du classement | Meilleur classement | Date             |
| ------------------------------------- | ------------------- | ------------------- | ---------------- |
| Allemagne (GfK Entertainment)         | 59 semaines         | 1er                 | 20 novembre 2020 |
| Australie (ARIA Charts)               | 16 semaines         | 1er                 | 29 novembre 2020 |
| Autriche (Ö3 Austria Top 40)          | 42 semaines         | 1er                 | 27 novembre 2020 |
| Belgique (V) (Ultratop)               | 22 semaines         | 2e                  | 21 novembre 2020 |
| Belgique (W) (Ultratop)               | 32 semaines         | 1er                 | 21 novembre 2020 |
| Canada (Canadian Albums Chart)        | 7 semaines          | 1er                 | 28 novembre 2020 |
| Danemark (Tracklisten)                | 2 semaines          | 2e                  | 20 novembre 2020 |
| Écosse (Scottish Album Chart)         | 32 semaines         | 1er                 | 20 novembre 2020 |
| Espagne (Promusicae)                  | 52 semaines         | 1er                 | 22 novembre 2020 |
| États-Unis (Billboard 200)            | 9 semaines          | 1re                 | 28 novembre 2020 |
| Finlande (Suomen virallinen lista)    | 10 semaines         | 1er                 | 16 novembre 2020 |
| France (SNEP)                         | 39 semaines         | 1er                 | 14 novembre 2020 |
| Irlande (Irish Albums Chart)          | 7 semaines          | 1er                 | 20 novembre 2020 |
| Italie (FIMI)                         | 14 semaines         | 1er                 | 19 novembre 2020 |
| Norvège (VG-lista)                    | 5 semaines          | 1er                 | 16 novembre 2020 |
| Nouvelle-Zélande (RMNZ Albums Top40)  | 9 semaines          | 1er                 | 23 novembre 2020 |
| Pays-Bas (MegaCharts)                 | 8 semaines          | 2e                  | 21 novembre 2020 |
| Portugal (AFP)                        | 35 semaines         | 1er                 | 16 novembre 2020 |
| Royaume-Uni (UK Albums Chart)         | 10 semaines         | 1er                 | 20 novembre 2020 |
| Royaume-Uni (UK Rock and Metal Chart) | 50 semaines         | 1er                 | 20 novembre 2020 |
| Suède (Sverigetopplistan)             | 7 semaines          | 1er                 | 20 novembre 2020 |
| Suisse (Schweizer Hitparade)          | 49 semaines         | 1er                 | 22 novembre 2020 |

Certifications
| Pays                    | Certification | Ventes    | Date             |
| ----------------------- | ------------- | --------- | ---------------- |
| Allemagne (BVMI)        | 2 × Platine   | 400 000 + | 2024             |
| Australie (ARIA)        | Or            | +         | 7 décembre 2020  |
| Autriche (IFPI Austria) | Platine       | 15 000 +  | 25 novembre 2020 |
| Espagne (Promusicae )   | Platine       | 40 000 +  | 20 mai 2024      |
| France (SNEP)           | 2 × Platine   | 200 000 + | 25 février 2021  |
| Italie (FIMI)           | Or            | 25 000 +  | 2020             |
| Pologne (ZPAV)          | Platine       | 20 000 +  | 10 février 2021  |
| Royaume-Uni (BPI)       | Or            | +         | 11 décembre 2020 |
| Suède                   | Or            | 15 000 +  | 19 avril 2021    |
| Suisse (IFPI Suisse)    | Platine       | 20 000 +  | 2020             |

### Singles
| Single           | Chart                                    | Durée du classement | Position | Date             |
| ---------------- | ---------------------------------------- | ------------------- | -------- | ---------------- |
| Shot in the Dark | (Mainstream Rock Tracks)                 | 20 semaines         | 1er      | 14 novembre 2020 |
| Shot in the Dark | (Hot Rock & Alternative Songs)           | 15 semaines         | 12e      | 28 novembre 2020 |
| Shot in the Dark | (Single Top 100)                         | 2 semaines          | 79e      | 20 novembre 2020 |
| Shot in the Dark | (Ö3 Austria Top 40)                      | 1 semaine           | 67e      | 23 octobre 2020  |
| Shot in the Dark | Royaume-Uni (Rock & Metal Singles Chart) | 5 semaines          | 10e      | 20 novembre 2020 |
| Shot in the Dark | (Sverigetopplistan)                      | 1 semaine           | 65e      | 16 octobre 2020  |
| Shot in the Dark | (Schweizer Hitparade)                    | 4 semaines          | 19e      | 18 octobre 2020  |
| Realize          | (Hot Rock & Alternative Songs)           | 1 semaine           | 34e      | 28 novembre 2020 |
| Realize          | (Single Top 100)                         | 1 semaine           | 71e      | 20 novembre 2020 |
| Realize          | Royaume-Uni (Rock & Metal Singles Chart) | 1 semaine           | 8e       | 20 novembre 2020 |
| Realize          | (Sverigetopplistan)                      | 1 semaine           | 65e      | 20 novembre 2020 |
| Realize          | (Schweizer Hitparade)                    | 1 semaine           | 37e      | 22 novembre 2020 |

- Witch's Spell (#35), Kick You When You're Down (# 33), Through the Mist of Time (# 27), Demon Fire (# 30) et Rejection (# 25) se sont également classés dans le Rock & Metal Singles Chart britannique[46].